# Rachel Summers
Rachel Anne Summers (també coneguda com a Rachel Gray) és un personatge de ficció que apareix als còmics nord-americans publicats per Marvel Comics. El personatge va ser creat per l'escriptor Chris Claremont i l'artista i co-argumentista John Byrne.
En la seva primera aparició, el cognom del personatge no es va revelar; en aparicions posteriors, es va establir com la filla dels futurs homòlegs alternatius de Cyclops i Jean Grey-Summers de la línia de temps distòpica Days of Future Past, convertint-la en germana alternativa de Nate Gray i mitja germana de Cable, així com la neboda d'Havok i Vulcan. Encara que es considera una anomalia multiversal única sense homòlegs d'univers alternatius, això s'ha contradit per referències a les seves relacions declarades amb certs personatges en altres dimensions.
El personatge és un mutant amb habilitats similars a les de la seva mare, incloent la telepatia, la telecinesi i una connexió amb la Phoenix Force, l'últim dels quals va ser representat en la seva adopció del títol de Phoenix després de la mort aparent de la seva mare. Al llarg de la seva història de publicacions, també s'ha fet referència a ella amb els sobrenoms Marvel Girl, Prestige i Mother Askani, i més recentment va prendre el nom en clau Askani.

## Història de la publicació
Rachel va aparèixer per primera vegada a The X-Men nº 141 (publicat el setembre de 1980 amb data de portada gener de 1981) i des de llavors ha estat afiliada a diversos equips de superherois de còmics, inclosos els X-Men i Excalibur. La seva trajectòria, no obstant, està plena d'èpoques en que se suposa en un altre temps i desapareguda de les publicacions, alternada amb èpoques en que té un gran protagonisme dins dels grups als que pertany. A finals de 1999 va protagonitzar una sèrie limitada de tres números: X-Men: Phoenix, publicada amb dates de portada desembre 1999 - febrer 2000 i ambientada en un futur dominat per Apocalypse del que prové el seu mig germà Cable.

## Biografia de personatges de ficció

### Adolescència en el futur
Rachel Anne Summers prové d'una Terra futura alternativa coneguda com a Terra-811, tal com es veu a la història "Days of Future Past" (Dies del Futur Passat) de The Uncanny X-Men nº 141–142. En aquesta realitat, l'assassinat del senador Robert Kelly va provocar la ratificació de la Llei de registre de mutants, donant lloc a un futur distòpic on els robots Sentinels caçadors de mutants governen Amèrica del Nord. Rachel va ser segrestada per agents que treballaven per a Ahab, que van utilitzar drogues i hipnoteràpia per convertir a Rachel en un "Hound" (rastrejador), un mutant que rastreja altres mutants. Va complir amb els seus deures, però els seus poders psíquics la van vincular a les seves víctimes; alimentant el seu dolor i desesperació fins que va atacar Ahab i el va deixar cicatrius. A canvi, la va enviar als camps de concentració mutants. Allà, va fer amistat amb els rebels mutants supervivents, com Wolverine, Magneto, Colossus, Storm, Kate Pryde i el seu amant, l'adult Franklin Richards.
Rachel va aconseguir enviar la consciència de Kate al passat al seu jo més jove per evitar l'assassinat, però això no va canviar el seu temps. La Rachel va enviar la seva forma astral al passat per esbrinar per què i va descobrir que havia enviat a Kate a un passat alternatiu. A la tornada, es va trobar amb la Phoenix Force incorpòria i la va seguir fins al seu present. La Rachel es va desmaiar de la tensió de la projecció astral i la Phoenix Force es va revelar a Kate, que li va demanar que li donés a Rachel un nou començament.
Quan Rachel i Kate van irrompre en "Projecte: Nimrod" en una missió suïcida per destruir un nou model de Sentinel, van quedar atrapades. Quan Kate va pronunciar les paraules "Dark Phoenix", la força del fénix va arrencar a Rachel de la seva línia de temps i va enviar el seu cos al passat alternatiu al qual havia enviat la consciència de Kate. Aquest va ser un passat on va saber que Jean Gray havia mort i que el seu pare estava casat amb una altra persona. La Rachel va experimentar un dolor d'ànim addicional i un trauma de desplaçament quan va descobrir que la nova dona del seu pare, Madelyne Pryor, estava embarassada d'un fill (Nathan Summers), perquè en la seva línia de temps era la primogènita de Scott Summers.

### X-Men
La Rachel va tenir una breu pertinença als X-Men abans de trobar un cristall holoempàtic Shi'ar a casa dels seus avis. El cristall es va imprimir amb una part de l'essència de la mare de Rachel a dins com a homenatge a la família poc després de la mort de Jean Grey. Després que Rachel va fer el vot de recordar la seva mare amb l'uniforme i el nom de Phoenix, la Phoenix Force es va unir completament amb ella. Se li va concedir accés al seu poder en una magnitud còsmica, encara que d'una manera molt més limitada que a Dark Phoenix. Poc després, el rancor que havia començat amb la Selene es va desbordar quan la Rachel va envair en secret el Hellfire Club. Ho va fer amb la intenció de venjar-se de la Selene pels assassinats que havia comès, especialment el del propietari de la discoteca Nicholas Damiano, que abans havia convidat Rachel a casa seva després que Selene l'hagués atacat. Selene va demostrar no ser rival per als nous poders augmentats de Rachel, però just quan estava a punt d'acabar amb Selene, Wolverine el seu company d'equip va arribar intentant convèncer-la que els X-Men no mataven els seus enemics a sang freda. Rachel li va dir que la única forma d'aturar-la seria matar-la i Logan va apunyalar la Rachel al pit. Ferida críticament, la Rachel va ser atraïda a "Body Shoppe" de Spiral.

### Excalibur
Mesos després, mentre es recuperaven de les ferides a l'Illa de Muir, Shadowcat i Nightcrawler van tenir el mateix somni, on eren actors en un plató estrany i ajudaven a escapar a Rachel, que estava atrapada allà. Poc després, Rachel va escapar de la realitat alternativa de Mojoworld. Una vegada s'ha citat que Rachel va tenir un flashback a la seva estada allà on és subjectada i torturada. Als tres antics X-Men es van unir el Captain Britain i Meggan i van fundar l'equip de superherois britànic Excalibur. Mentre formava part de l'equip, va descobrir que la versió d'aquest univers de la seva mare, Jean Grey, era viva. Va intentar unir-se amb Jean, però Jean, en descobrir que Rachel era l'amfitrió actual del Phoenix, va rebutjar qualsevol contacte amb ella. Jean encara estava ressentida amb la Phoenix Force perquè considerava que li havia robat una part de la seva vida. També va rebutjar la Rachel perquè sentia que l'existència de Rachel era un recordatori constant del futur distòpic que temia que encara es pogués passar. Finalment, però, Jean va superar aquests sentiments i va donar la benvinguda formal a la Rachel a la seva vida.

### Askani
La Rachel va romandre amb l'Excalibur fins que un incident va fer que el Captain Britain es perdés en el temps. Va intercanviar llocs amb l'anterior Captain Britain i va sorgir dos mil anys en el futur, en un món conquistat per Apocalypse i aixafat sota el seu puny de ferro. Va reunir un grup de rebels i va fundar els Askani. Va entrenar un dels seus seguidors per viatjar en el temps i portar el seu "germà" Nathan al futur quan es va infectar amb un virus tecno-orgànic. Els Askani van clonar en Nathan per si no podia sobreviure al virus. Els seguidors d'Apocalypse van atacar els Askani i es van emportar el clon (que més tard es convertiria en el supermalvat Stryfe), deixant a Rachel greument ferida. Connectada al suport vital, va atraure les ments de Scott i Jean cap al futur, com "Slym" i "Redd", per criar Nathan i tutoritzar-lo en l'ús dels seus poders. La Rachel finalment va morir deu anys més tard i va enviar a Scott i Jean de tornada als seus cossos originals pocs segons després d'haver marxat.
Després que Nathan, ara conegut com a Cable, finalment hagués derrotat Apocalypse, va entrar a la línia del temps per recuperar la Rachel. Allà, va descobrir una Rachel sense Phoenix Force. Amb la mort prematura d'Apocalypse, la línia de temps d'Askani s'havia desviat de l'univers principal de Marvel, la Terra-616. Com a resultat, havia estat llançada al futur llunyà, però subjectivament poc temps després d'haver-se perdut en el corrent del temps, com l'esclava d'una criatura anomenada "Gaunt", que l'havia utilitzat per conduir Cable allà per a una "batalla de les edats". Cable va derrotar a Gaunt a la batalla i la Rachel, ara lliure, va poder utilitzar la seva Phoenix Force residual per tornar-los a tots dos al present. Aleshores va decidir prendre's un descans dels superherois i es va matricular a la universitat després que li va prometre a Cable que no li diria a ningú que havia tornat. Malgrat els seus esforços per viure una vida normal, però, va ser segrestada pel telèpata Elias Bogan i posteriorment rescatada pels X-Men.

### Rachel Gray
Va decidir tornar a unir-se als X-Men, prenent el nom de "Marvel Girl" per honrar a la seva mare (que havia mort recentment una altra vegada) i vestint un vestit que la seva mare havia dissenyat però que mai va portar: una variació de la primera disfressa verda de Jean. També va canviar el seu cognom per "Grey", possiblement per expressar la seva desaprovació per la traïció del seu pare a Jean, així com la seva contínua relació amb Emma Frost; encara que ella i Emma van fer una mena de treva durant una de les missions de l'equip a Hong Kong. Rachel i Nightcrawler van començar a tenir una atracció l'una cap a l'altra, fent-se un petó en un moment donat, però no en va sortir res ja que Nightcrawler també tenia una atracció per Storm en aquell moment, que estava en una certa "amistat" romàntica amb Wolverine. La seva etapa amb aquest equip també va incloure una visita a la Terra Salvatge. A la història "World's End", Rachel va ser sotmesa al control mental d'una tribu de dinosaures avançats, els Hauk'ka, la qual cosa li va fer creure que pertanyia a la seva espècie. Després, inconscientment va utilitzar la seva telequinesi per canviar el seu propi genoma a la seva imatge. Això es va revertir finalment. Després de House of M i Decimation, on la majoria dels mutants del món van perdre els seus poders, el govern va fer instituir Sentinels a la X-Mansion per protegir els mutants en cas que algun enemic aprofitès per atacar-los. Tot i que les seves intencions eren bones aquesta vegada, li va recordar massa a la Rachel la línia de temps anterior quan els Sentinels van portar mutants als camps de concentració.
Rachel va tenir un breu pas amb l'Excalibur recentment reformat, que recordava l'antic equip, poc després dels esdeveniments de House of M. Va ajudar l'equip a lluitar contra Shadow-X i el Shadow King (amb l'aparença del Professor X).

### La fi dels Grey
La Rachel va passar una estona amb els seus avis, creant vincles amb el seu avi. En una reunió familiar amb tots els seus familiars, una unitat de comando sota l'ordre dels Shi'ar va atacar el grup, matant a tothom en un esforç per eliminar el genoma dels Grey. La unitat de comando no va poder matar Rachel; en canvi, un membre va poder empeltar-li una "marca de mort" a l'esquena que els permetria trobar-la allà on anés. Se suposa que l'únic membre de la família Grey que queda ara a la Terra a més de la Rachel és Cable. Després, a les tombes de la família Grey, Rachel va prometre una venjança terrible contra els Shi'ar i es va citar que va dir: "No sóc la meva mare. No sóc el Phoenix. Sóc la meva pròpia dona. I quan acabi... voldran que jo fos el Phoenix."
Els Death Commandos (Comandos de la Mort) van seguir després Rachel fins a l'oficina de psiquiatria de la doctora Maureen Lyszinski. La Rachel, amb l'ajuda de Psylocke, Nightcrawler, Bishop i Cannonball, va salvar la metgessa i va acabar amb els Death Commandos. Ella va decidir empresonar-los, en comptes de matar-los, dient-los: "Tracto de trobar el destí d'una manera que ens porti honor a tots dos [Jean Grey]". De vegades també es fa referència a ella com "Starchilde" en aquesta sèrie.

### Ascensió i caiguda de l'Imperi Shi'ar
Després que Rachel fos segrestada, juntament amb Ciclop, pel seu oncle patern Vulcan, va alliberar Darwin del seu interior. Més tard, el professor X va reclutar a Rachel, juntament amb Havok, Nightcrawler, Warpath, Darwin i Polaris, per a una missió espacial per evitar que Vulcan destruís l'imperi Shi'ar. Xavier, que recentment havia estat desposseït dels seus poders, va reclutar a Rachel per servir com els seus «ulls i orelles» telepàtics durant la seva missió. Conscient de la venjança de Rachel contra els Shi'ar, Xavier va acceptar utilitzar el seu viatge a l'espai per esbrinar qui a l'Imperi Shi'ar va donar l'ordre d'exterminar tots els membres de la família Grey, i va advertir a Rachel que tractarien amb els responsables de les seves pèrdues recents a la manera de Xavier.
Mentre estava a l'espai, l'equip va ser atacat per Korvus, un guerrer Shi'ar enviat per matar la Rachel. L'avantpassat de Korvus, Rook'shir, va ser un amfitrió anterior de la Phoenix Force, i una petita part del poder del Phoenix es va deixar enrere a la seva espasa. Amb aquest poder, en Korvus va fer poca feina amb els altres X-Men, però quan la Rachel va bloquejar l'espasa, les seves ments es van enllaçar involuntàriament. A través d'aquest enllaç, la Rachel va saber que la família de Korvus també va ser assassinada pel govern Shi'ar a causa de la seva connexió amb el Phoenix. L'eco restant del poder del Phoenix de l'espasa es va transferir a la Rachel. La Rachel va afirmar que en lloc d'haver pres el poder, el poder va optar per anar cap a ella, dient: «El Phoenix em coneix, recordes? M'agrada». Quan això va passar, l'aura d'energia daurada de la Rachel es va tornar blava, del mateix color que l'espasa de Korvus. Aleshores va desactivar telekinèticament un implant explosiu que el canceller Shi'ar estava utilitzant per forçar l'obediència d'en Korvus.
A causa de la connexió de Rachel amb Korvus a través de l'espasa, descobreix que la Phoenix Force abans a la fulla és només un eco, una "ombra blava", de la Força. L'ombra del Phoenix comença a influir en el comportament de la Rachel, fent-la dissenyar un nou uniforme més fosc i començar un romanç amb Korvus. Aviat trenca la relació després d'adonar-se que el seu vincle és només a causa de la Phoenix Force residual.
Abans de la lluita amb Vulcan, es mostra la Rachel fent servir els seus poders per matar els guàrdies que s'interposen en el seu camí. Havok li adverteix que no ho faci, però la Rachel li diu que es mereixen morir després del que van fer a la seva família. Quan es tracta de la gran lluita, la Rachel mostra com de poderosa és protegint en Korvus d'una de les explosions de Vulcan. La Rachel és un dels X-Men encallats a l'espai Shi'ar quan la seva nau és enviada de tornada a la Terra.
Després de la mort del seu altre avi, Corsair, a mans de Vulcan, ella, juntament amb Havok, Polaris, Korvus, Ch'od i Raza, es converteixen en els nous Starjammers. Escullen romandre a l'espai Shi'ar i restaurar Lilandra al tron o morir en l'intent. Com diu el seu oncle: "Si fracassen, no té cap dubte que Vulcan es dirigirà a la Terra".

### Starjammers
Durant el conflicte, els Starjammers troben una altra amenaça en la forma de l'Scy'ar Tal (que es tradueix com "Mort als Shi'ar"). La Rachel entra en contacte amb la Scy'ar Tal més gran i descobreix el seu veritable origen. Els Scy'ar Tal originalment es deien M'Kraan. Al principi de la seva història, els Shi`ar els van atacar, matant un gran nombre de la seva gent i fent fugir la resta per salvar la seva vida. Finalment, els Shi'ar es van establir al seu planeta, van prendre el Cristall M'Kraan com a propi i van transmetre la llegenda del Cristall M'Kraan com un regal sagrat de les seves deïtats, Sharra i K'ythri. Els M'Kraan van canviar el seu nom a Scy'ar Tal i van dedicar la seva cultura i societat a la destrucció de l'Imperi Shi'ar. Amb el seu primer atac, van destruir Feather's Edge transportant una estrella per esborrar-la. Després d'això, Vulcan va contactar amb els Starjammers per demanar un alto el foc temporal.
Durant l'alto el foc, Rachel torna a entrar en contacte amb els Death Commandos i intenta matar-los per venjar la mort dels seus parents; tanmateix, Polaris la dissuadeix. Al final, tots els Starjammers són capturats pels Shi'ar excepte Rachel, Korvus i Lilandra.

### X-Men: Kingbreaker i War of Kings
Rachel i els Starjammers tenen un paper important a la seqüela de la minisèrie Emperor Vulcan anomenada X-Men: Kingbreaker. També es veu de manera destacada a la història de "War of Kings" (Guerra de Reis), que inclou Vulcan, the Inhumans, Nova i els Guardians of the Galaxy.
Mentre que amb els Starjammers, lluiten amb la nova guàrdia imperial de Vulcan, el fragment del Phoenix "blau" dins d'ella i la fulla de Korvus l'abandonen misteriosament. Després que l'eco del Phoenix deixi la Rachel, ella diu «si us plau... ara no... mare.» A partir d'aquest marc, les marques de "rastrejador" reapareixen a la cara de la Rachel.
La Rachel és vista com la guardaespatlles de la Lilandra juntament amb la resta dels Starjammers. Al planeta natal dels Shi'ar, Lilandra assumeix el seu tron, però mentre fa un gest cerimonial és assassinada per l'assassí conegut com a Razor, que posseeix l'armadura Darkhawk. L'única persona que ho percep és Rachel, ja que Razor està protegit de les percepcions dels altres.
Després que Lilandra sigui assassinada, Rachel lluita al costat dels Starjammers contra la Guàrdia Shi'ar i Araki, que ha convocat els mateixos comandos Shi'ar que van matar la família de Rachel i la van marcar amb el senyal de la mort Shi'ar. La Rachel utilitza els seus poders per fer implotar el cap de Black Cloak, venjant la seva família, encara que matar-lo no la fa sentir més feliç. Gladiator acaba la feina matant el mateix Araki. La Rachel, juntament amb la resta dels Starjammers, es reagrupen més tard i ploren els Shi'ar, ja que dubten que es recuperin d'aquesta guerra.

### Real of Kings
Se sap a través de Ch'od, i pel que sembla a causa de l'incident en què ella i Korvus van perdre la connexió amb la Phoenix Force, que Rachel i Korvus, juntament amb Havok i Polaris, van marxar cap a la Terra.

### Age of X
Mentre tornava a la Terra, la Rachel va intentar contactar amb el professor Xavier o l'Emma Frost amb un missatge. No obstant això, en aquell moment, Moira (una poderosa personalitat alternativa del mutant Legion) va deformar la realitat prenent la ment de Rachel amb ella creant l'amnèsic Revenant. Un cop restaurada la realitat, la ment de Rachel es separa del seu cos que, segons ella, està "a mig univers de distància". A causa de les accions de la Moira, la Rachel ja no recorda el missatge i la seva ment conserva la forma de la seva contrapart d'Age of X. Scott li va prometre que la tornarien a casa.

### Schism i Regenesis
Rachel reapareix a Schism. Li demana a Rogue que es connecti amb ella per veure què passarà. Quan totes dues es toquen, Rogue veu una visió d'on es troben la Rachel, Havok i Polaris mentre la Rachel torna al seu cos. Quan es desperta, es troba amb un dolent invisible que sosté una pistola i li diu que ha matat els seus amics.
Prenent prestat un dels múltiples poders de Legion, Rogue es teletransporta al costat de Gambit, Magneto i Frenzy per rescatar els seus companys d'equip a l'altre costat de la galàxia. Un cop allà, la Rachel és recuperada d'una banda de pirates mentre Rogue es converteix en el seu nou líder. Els X-Men restants descobreixen que han arribat a una estació espacial anomenada Gul Damar, que es troba en un estat de trastorn a causa de la rebel·lió de criatures insectoides anomenades Grad Nan Holt contra els seus esclavitzadors Shi'ar. També estan sent arrossegats a un sol explosiu i es revela que tota la guerra civil està orquestrada per un poderós telèpata Grad Nan Holt conegut com "Friendless" (Sense amics). Una sèrie de batalles amb la criatura no han tingut èxit per a Rachel, però amb els esforços combinats de Rogue i els X-Men són capaços de derrotar-lo i tornar a casa a través del forat de cuc que es va crear a partir de l'estrella en col·lapse.
Rachel, com a part d'un equip dels X-Men de Wolverine, va intentar lluitar psíquicament contra Exodus en un intent d'evitar l'assassinat de Cyclops. Finalment, l'equip és derrotat i els X-Men són salvats per Generation Hope.
Aleshores, la Rachel és convidada a ocupar un lloc com a membre del personal sènior de la "Jean Grey School for Higher Learning", que va ser reconstruïda a partir de l'Institut Xavier i té Wolverine com a directora en funcions i Kitty Pryde com a directora.

#### Venjadors vs. X Men
Durant els esdeveniments d'AVX, quan els X-Men d'Utopia s'escapen dels invasors Venjadors, la Rachel es posa en contacte amb Cyclops per proporcionar la ubicació de Hope. Després, Rachel afirma que coneix la Phoenix Force millor que ningú a la Terra i que és una prova viva que es pot controlar. També diu que si el Phoenix l'ha escollit i aquest és el destí que vol Hope, farà tot el que estigui al seu abast per ajudar-la. Ella i Iceman li diuen a Wolverine a l'escola que ajudaran a Cyclops en la batalla. Tanmateix, quan Cyclops i Emma Frost comencen a ser corromputs pel poder del Phoenix, ella, com els altres X-Men, decideixen oposar-se al seu govern. La Rachel lluita contra Cyclops i ajudar tant als Venjadors com als X-Men a la batalla final.

#### Marvel NOW!
El 2013, Marvel va revelar una sèrie totalment femenina totalment nova anomenada X-Men. Escrit per Brian Wood amb art d'Olivier Coipel, X-Men compta amb un repartiment totalment femení que inclou Storm, Jubilee, Rogue, Kitty Pryde, Rachel Grey i Psylocke.
Les X-Men persegueixen Arkea que ha intentat reviure els enemics perduts dels X-Men. Les X-Men són atacades per la recentment formada Sisterhood i Rachel és bloquejada telepàticament per Madelyne Pryor. Storm arriba a un acord per a la llibertat de Rachel i permet a Madelyne i Selene anar-se'n lliures.
La Rachel forma part de l'equip d'Amazing X-Men de Storm que intenta evitar que el Living Monolith (Monòlit Vivent) es converteixi en el nou Juggernaut.
Rachel Gray desconfia del càrrec de Spider-Man com a conseller d'orientació de l'escola Jean Grey nomenat després de la mort de Wolverine. Utilitzant la seva telepatia, intenta exposar la seva identitat secreta només per perdre aquest record en ser esborrat de la ment per Martha Johansson.

### ResurrXion
Quan Kitty Pryde torna de l'espai per liderar els X-Men, la Rachel s'uneix al seu equip a X-Men Gold i adopta el nou nom en clau Prestige.

### Dawn of X
En el nou status quo dels mutants després de House of X/ Powers of X, el professor X i Magneto conviden tots els mutants a viure a Krakoa i acollir fins i tot els antics enemics. La Rachel passa una estona amb la seva família a la casa d'estiu, la nova residència de la família Summers, situada a la Lluna. Poc després que X (Xavier) sigui assassinat per terroristes humans de bioenginyeria, Cyclops reuneix a Rachel i Kid Cable per a una missió a l'oceà Atlàntic sobre un tros de la seva nova terra natal de Krakoa.
Més tard, s'uneix a Polaris, Daken, Northstar i els antics estudiants Eye-Boy i Prodigy en una nova iniciativa a Krakoa: han d'investigar qualsevol mort mutant i preparar un informe per als Cinc com a part dels Protocols de Resurrecció de Krakoa. El seu primer cas implica la suposada mort de la germana bessona de Northstar, Aurora.

## Poders i habilitats
Rachel posseeix diverses habilitats psiòniques, generalment exhibides a través de la telepatia, la psicometria, la telecinesi i la manipulació de temps limitat.

### Telepatia
La telepatia "pràcticament il·limitada" de Rachel li permet rebre, emetre i manipular processos cognitius (com els pensaments) d'una manera complicada. Exemples de les aptituds de Rachel per a això inclouen crear vincles mentals duradors a través de distàncies, projectar explosions d'energia psiònica que pertorben aspectes del funcionament del cervell, protegir la seva ment d'altres telèpates, crear il·lusions i fer que algú sigui imperceptible per als cinc sentits. A més, la Rachel ha demostrat la capacitat de suprimir telepàticament superpoders; controlar, reparar i intercanviar idees; així com modificar records de manera segura. La Rachel també ha aprofitat la seva telepatia per detectar, localitzar i rastrejar altres éssers sensibles basant-se en els seus patrons de pensament, però té una aprehensió moral d'utilitzar aquesta habilitat a causa de les seves experiències com a rastrejadora.
S'ha suggerit que la telepatia de Rachel, encara que incommensurable en poder brut, es veu mitigada per la seva formació i delicadesa limitades. Emma Frost va ser capaç de flanquejar una Rachel incrèdula en un enfrontament en el pla astral. En el mateix número, l'Emma oferia els seus serveis educatius; i més tard encara, Rachel va rebre formació del professor Charles Xavier (mentre ell estava depoderat), donant-li accés als seus amplis coneixements i experiència en telepatia.

### Telecinesi
Mitjançant la telecinesi, la Rachel pot manipular la matèria de manera remota fins i tot a un nivell subatòmic. Pot canalitzar aquesta capacitat per crear camps de força protectors i explosions de força de commoció. Mitjançant la seva telequinesi per levitar-se, la Rachel pot volar a velocitats increïbles. La Rachel ha estat capaç de crear un micro forat negre, levitar una ciutat sencera durant un temps, sostenir escuts que resisteixen les pressions atmosfèriques jovianes, i cops directes del martell de Thor, Mjolnir. A més, el control telecinètic de la motricitat fina de Rachel li ha permès alterar les valències moleculars, alterar mentalment la roba amb facilitat, crear una espasa telecinètica/psiònica (com la katana telecinètica de Psylocke), un martell telecinètic prou poderós per fer caure a Thor, i fins i tot reescriure els genomes humans.
Tot i que totes les representacions mostren a Rachel com una telecinètica extremadament poderosa, les limitacions de les seves capacitats de psi dura han estat una mica inconsistents. En alguns casos s'ha representat que el potencial telecinètic de Rachel és gairebé il·limitat, mentre que d'altres l'han mostrat lluitant contra, i fins i tot superada per, la telecinètica menys desenvolupada com Psylocke.

### Desplaçament temporal
Marvel Girl utilitza els seus talents psiònics juntament amb la seva capacitat de manipular el temps de diverses maneres, incloent trasplantar temporalment la ment d'una persona i enviar-la a través del temps a una versió més jove/anciana, un avantpassat/descendent proper o com una forma astral incorpórea. Rachel emet inconscientment un pols de quarta dimensió, creant efectivament un crono-escut que la protegeix dels canvis en la línia de temps. També pot detectar i manipular l'energia psíquica residual en forma de psicometria.

### Força Fènix
Quan Rachel es va unir a l'entitat còsmica coneguda com la Phoenix Force, va demostrar poders psi augmentats, la capacitat de manipular l'energia i les forces vitals i una consciència còsmica limitada. La connexió de Rachel amb el poder del Phoenix es va perdre en un futur llunyà i no va tornar amb ella quan va viatjar a principis del segle XXI, al present de la Terra-616 (l'univers principal de Marvel).
Més recentment, Marvel Girl va absorbir un ressò residual de la Phoenix Force que quedava a l'espasa d'un amfitrió anterior, un Shi'ar anomenat Rook'shir. Es va revelar que aquesta font d'energia era una forma menys potent (però més fàcil de manejar) de la Phoenix Force. L'eco era prou potent com per permetre a la Rachel sobreviure i volar a través del buit de l'espai sense necessitat de protecció addicional, a més de poder mantenir-se en el combat contra l'enorme poder físic de Gladiator. Aquestes manifestacions van tenir una vida curta, però, a causa de la seva desaparició, que Rachel atribueix a Jean Grey. Ara mostra els seus nivells de potència estàndard.

### Signatura de poder
Com a amfitriona de la Phoenix Force, Rachel va manifestar l'ocell de foc còsmic en exhibicions de gran poder. Durant les seves aparicions a Uncanny X-Men dels anys 2000, Marvel Girl també va mostrar un emblema de Fènix a l'ull esquerre sempre que demostrava gestes psiòniques. Al principi anava acompanyada d'una "forma d'ombra" (similar a la que Jean Gray manifestava quan va absorbir els poders telepàtics de Psylocke). Tanmateix, la il·lustració d'aquesta forma d'ombra va cessar sense explicació. Després de recuperar una petita part de la Phoenix Force (eco), l'emblema sobre el seu ull va canviar d'una forma de fènix daurada a una versió estàtica feta de flama blava elèctrica. La seva exhibició de poder es va veure alterada una vegada més a X-Men: Emperor Vulcan nº 3, on va produir el conegut rapinyaire de foc amb el qual s'associa habitualment la Phoenix Force.

### Habilitats
De vegades, s'ha demostrat que Rachel aprèn noves habilitats molt ràpidament. Per exemple, va dominar un conjunt d'habilitats d'espasa "dimoni ninja" simplement mirant la seva companya d'equip Shadowcat executar-les. Juntament amb la lluita amb espases, la Rachel té experiència en l'embrancament de panys, la reparació de vehicles (com ara motors) i l'ús de tecnologia i armament avançats.

### Potencial i limitacions
El nivell de poder i l'abast de les habilitats de Rachel han estat descrits de manera inconsistent pels escriptors al llarg dels anys. No obstant això, normalment es representa amb un potencial "pràcticament il·limitat" en els seus dobles talents psiònics. En la majoria dels casos, va mostrar fets més grans com el Fènix i fins i tot va igualar la força del Gladiator amb l'ajuda d'un "eco del Fènix". Rachel és considerada per molts com una mutant de nivell Omega (com la seva mare), però l'única referència literària a aquest atribut és quan el futur Sentinel, Nimrod, va classificar Rachel com a "subjecte de classe Omega" diversos anys abans que s'establís el terme al cànon Marvel.
Fins i tot amb la força omnipotent del Fènix, els objectes màgics i màgics són capaços de resistir els poders de Rachel. Quan la Soulsword de Magik va aparèixer a prop de la seu del far d'Excalibur buscant a Kitty Pryde per convertir-se en la seva nova portadora, la Rachel va intentar treure-la de la roca per alleujar l'aprehensió de la seva amiga. Tot i utilitzar tota l'extensió del poder permès per la Phoenix Force, la Rachel no va poder treure l'espasa, i va suposar que només la Kitty la podria treure.

## Recepció
- El 2014, Entertainment Weekly va classificar Rachel Summers en el lloc 98 a la seva llista dels X-Man de tots els temps.[91]
- El 2018, CBR.com va classificar Rachel Summers en quart lloc a la seva llista "X-Men: The Strongest Members Of The Summers Family".[92]
- El 2018, CBR.com va classificar Phoenix/Rachel Summers al 13è lloc a la seva llista "8 X-Men Kids Cooler Than Their Parents (I 7 Who Are Way Worse)".[93]
- El 2018, CBR.com va classificar Rachel Summers en tercer lloc a la seva llista dels "20 mutants més poderosos dels anys 80".[94]
- El 2019, CBR.com va classificar Rachel Summers en primer lloc a la seva llista "X-Men: Els 10 membres més perillosos dels Starjammers".[95]
- El 2021 Screen Rant va classificar Rachel Summers en 2a posició a la seva llista "X-Men: The Top 10 Telepathic Mutants"[96] i 5a a la seva llista "X-Men: The 10 Most Powerful Members Of The Summers Family".[97]
- El 2021, CBR.com va classificar Rachel Summers en la novena posició a la seva llista "10 Bravest Mutants in Marvel Comics".[98]
- El 2022, Newsarama va incloure Rachel Summers a la seva llista "20 personatges X-Men que haurien de fer el salt dels còmics de Marvel al MCU".[99]
- El 2022, CBR.com va classificar Rachel Summers en vuitena posició a la llista dels "10 millors herois de Marvel Legacy".[100]
- L'any 2022, Screen Rant va classificar Rachel Summers en primer lloc a la seva llista dels "10 membres més poderosos d'Excalibur",[101] en tercer lloc a la llista dels "10 membres alternatius més poderosos de l'univers dels X-Men"[102] i la va incloure a la seva llista "10 Most Powerful X-Men"[103] i a la seva llista "10 Most Iconic Alternate Future X-Men".[104]

## En altres mitjans

### Televisió
- Rachel Summers va tenir un cameo sense veu a l'episodi de la sèrie de dibuixos animats X-Men de mitjans de la dècada de 1990 "Beyond Good and Evil" (part 4).[105] Es pot veure com una de les psíquiques captives d'Apocalypse.

### Videojocs
- Rachel Summers / Phoenix va aparèixer com a personatge jugable al joc de rol per a PC X-Men II: The Fall of the Mutants.[106][107] Durant el joc, el jugador tenia l'opció d'utilitzar el seu atac "psi-flash", on el seu raptor Phoenix atordaria els seus oponents; o si el seu poder estava disminuint, un jugador podria utilitzar les ales de foc de Phoenix per causar danys físics. També era un dels pocs personatges voladors del joc al costat de Marvel Girl (Jean Grey), Archangel i Rogue.
- Rachel Gray apareix com un personatge jugable a X-Men: Battle of the Atom de l'iPad.[108]
- Rachel Summers/Prestige apareix com a personatge jugable a Marvel Future Fight.[109]

### Diversos
- Rachel Summers ha estat incorporada a moltes línies de joguines Marvel/X-Men. Inclou busts fabricats per Hasbro, WizKids i Diamond Select,[110] figuretes d'acció (amb variants),[111] paquets d'acció,[112] 2 paquets de figuretes,[113] etc.